# クリプトスペルズ
CRYPTO SPELLS（クリプトスペルズ）は、自由に仮想通貨の売買ができるカードゲーム。カードの発行枚数や所有者、取引履歴がブロックチェーン上に記載されるので、それをそのまま資産として保有できる。

## ゲーム内容
クリプトスペルズでは、デジタルのカードが資産価値を持つ。ゲーム内外のマーケットを通して、ユーザー同士で自由にトレードすることが可能。
また、ゲーム内で獲得できるカード発行権を使うことで、オリジナルカードの発行も可能。
そしてゲーム内のカードやアイテムを、MyCryptoHeroes（マイクリ）という別のゲームでも使用できる。今後も他のDappsゲームとのコラボが予定されている。
さらに非中央権的なゲームを目指しているので、月1回はカードパラメータの調整を、ユーザー同士の投票で決議している。

## 価格と販売
クリプトスペルズの価格は無料。
またギルドオーナーへは、所属ユーザーの課金額の15%にあたる金額を収益として分配される。